# 沃西達鎮區 (密西根州)
沃西達鎮區（英語：Waucedah Township）是位於美國密歇根州迪金森縣的一個行政鎮區。

## 地方資料
沃西達鎮區的面積為233.72平方千米，當中陸地面積為229.21平方千米，而水域面積為4.51平方千米。根據2020年美國人口普查的數據，當地共有人口809人，而人口密度為每平方千米3.46人。